# Mexican Seafood
«Mexican Seafood» es una canción de la banda de grunge Nirvana. Fue lanzada oficialmente en el álbum recopilatorio de 1992 Incesticide, pero fue lanzada previamente en el álbum recopilatorio Teriyaki Asthma, Volume 1 en 1989, y lanzada de nuevo en Teriyaki Asthma Vols. I-V en 1992. Existen pocas versiones de la canción, de las cuales muy pocas se encuentran en bootlegs. La canción, aunque no tiene oficialmente un significado claro, se dice que habla de la candidiasis. Esta versión incluye al guitarrista y vocalista Kurt Cobain, al bajista Krist Novoselic y a Dale Crover de The Melvins en la batería, y fue producida por Jack Endino.

el equipo usado por los integrantes es desconocido ya que no hay registros oficiales, aunque se cree que la guitarra fue alguna Fender Stratocaster modificada con pastillas humbucker con pedales de distorsión boss-ds1, en cuanto al bajo se cree que Krist usó un Gibson con un pedal rat para distorsiones. Todos los instrumentos fueron ligeramente desafinados al bajo, entre cuarto tono abajo y medio tono en la línea de bajo